# Amsacta flavimargo
Aloa flavimargo là một loài bướm đêm thuộc phân họ Arctiinae, họ Erebidae.